# やなぎ女楽
やなぎ 女楽（やなぎ めらく、1910年（明治43年）8月8日 - 1997年6月17日）は、日本の曲独楽師。本名∶田口 亀次。

## 人物
群馬県館林市出身。芝居小屋の息子で小さい頃から芸事に親しむ。館林中学中退後、1929年上京。落語家の5代目柳亭左楽に入門した。
のち噺家の道を断念し曲ごまを独学で学ぶ。素人演芸会に出ていたところプロの目に留まり、1942年、本郷の寄席にやなぎ女楽の名で出演。戦後、米軍キャンプの慰問などで日本各地を回った。1965年から落語芸術協会に所属し都内の寄席に出演。
十八番は「衣紋流し」。貴重な膝替わりの芸人として晩年まで寄席出演をしていた。
日本演芸家連合副会長、太神楽曲芸協会会長も務めた。1997年6月17日死去、86歳没。